# Partraszállító dokkhajó

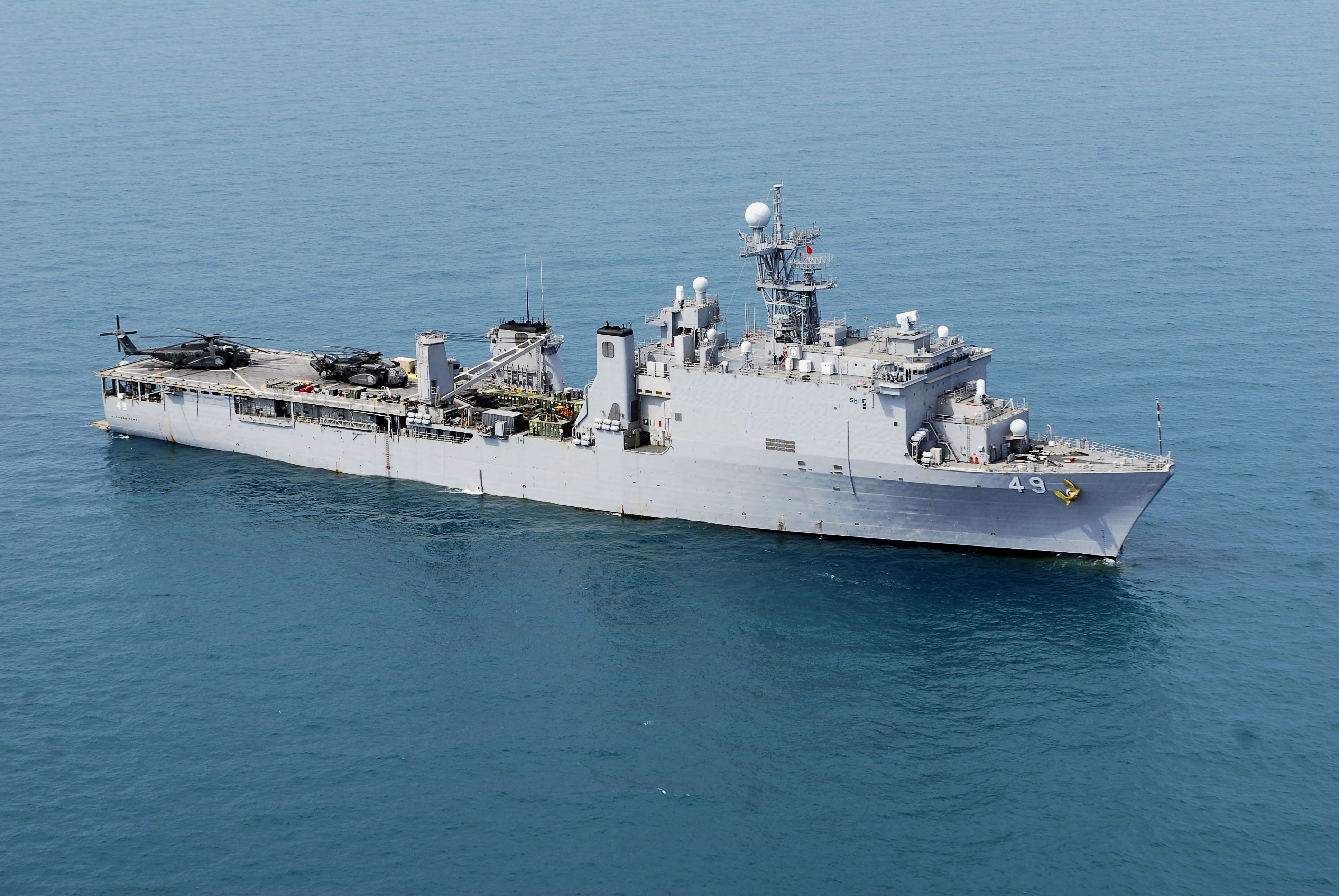
A USS Harpers Ferry, az Amerikai Haditengerészet Harper's Ferry osztályú partraszállító dokkhajóinak névadó egysége

A partraszállító dokkhajó vagy partraszállító hajó (dokk) (angolul Landing Ship (Dock) vagy LSD) a partraszállító hadműveletekben alkalmazott hadihajófajta, amely lehetővé teszi a különféle partrasazállító hajók és legénységük, valamint a partraszállást végző egységek szállítását és támogatását. Az Amerikai Haditengerészetben jelenleg két hajóosztály képviseli a partraszállító dokkhajókat: a Whidbey Island és a Harpers Ferry. Ezek a hajók leggyakrabban az LCAC típusú (Landing Craft Air Cushion) légpárnás partraszállító hajókat, a hajókon partraszálló tengerészgyalogosokat, valamint támogató feladatokat ellátó helikoptereket szállítanak fedélzetükön. A Brit Királyi Haditengerészet 4 darab Bay osztályú dokkhajót üzemeltet.

## Történetük
A partraszállító dokkhajókat a brit haditengerészet igényei alapján kezdték el fejleszteni a második világháború során. A briteknek olyan hadihajóra volt szükségük, amelyek a nyílt tengeren át tudják a partraszállás helyszínére szállítani a partraszállító hajókat.
Az első terveket Rowland Baker (1908–1983) brit hadmérnök készítette el, aki korábban kifejlesztette a harckocsik partraszállítását végző kishajókat (Landing Craft, Tank). Ez volt az első használható megoldás a gyalogság partraszállítását végző, kisebb hajók, naszádok gyors vízrebocsátására. A Landing Ship Stern Chute hajókat a békeidőben vonatokat szállító kompokból alakították át. Ezekről a hajókról akár 13, járműveket partra szállító naszádot (Landing Craft Mechanized, LCM) lehetett vízre bocsátani. A Landing Ship Gantry egy speciálisan átépített olajszállító hajó volt, amely a fedélzetén szállított partraszállító hajókat daruk segítségével bocsátotta vízre - fél óra alatt 15 LCM-et.
A partraszállító dokkhajók egy különleges változatánál a hajóteret kb. másfél óra alatt árasztották el vízzel, majd a partraszállító hajók kiúsztak innen a lenyíló ajtókon keresztül. Ebben a helyzetben javításokat is tudtak végezni kisebb egységeken. A vizet bk. 2,5 óra alatt tudták kiszivattyúzni.

## Partraszállító dokkhajók fajtái

### Amerikai Haditengerészet
Whidbey Island osztály:

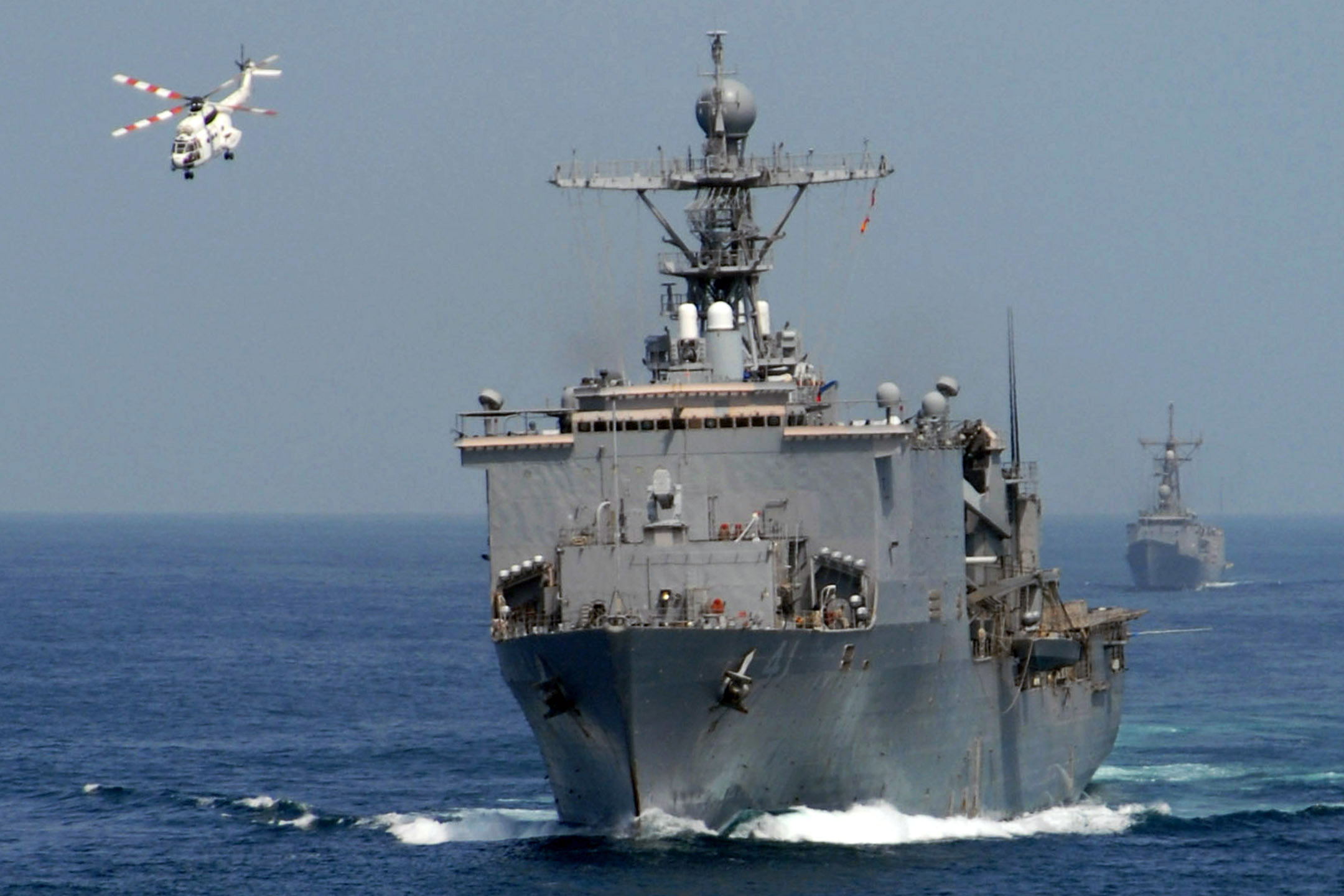
A USS Whidbey Island 2006-ban, a Perzsa-öböl térségében

- USS Whidbey Island (LSD 41); Little Creek, Virginia
- USS Germantown (LSD 42); San Diego, Kalifornia
- USS Fort McHenry (LSD 43); Little Creek, Va.
- USS Gunston Hall (LSD 44); Little Creek, Va.
- USS Comstock (LSD 45); San Diego, Calif.
- USS Tortuga (LSD 46); Sasebo, Japán
- USS Rushmore (LSD 47); San Diego, Calif.
- USS Ashland (LSD 48); Little Creek, Va.

Harpers Ferry osztály:
- USS Harpers Ferry (LSD 49); Szaszebo, Japán.
- USS Carter Hall (LSD 50); Little Creek, Va.
- USS Oak Hill (LSD 51); Little Creek, Va.
- USS Pearl Harbor (LSD 52); San Diego, Kalif.

### Brit Királyi Haditengerészet

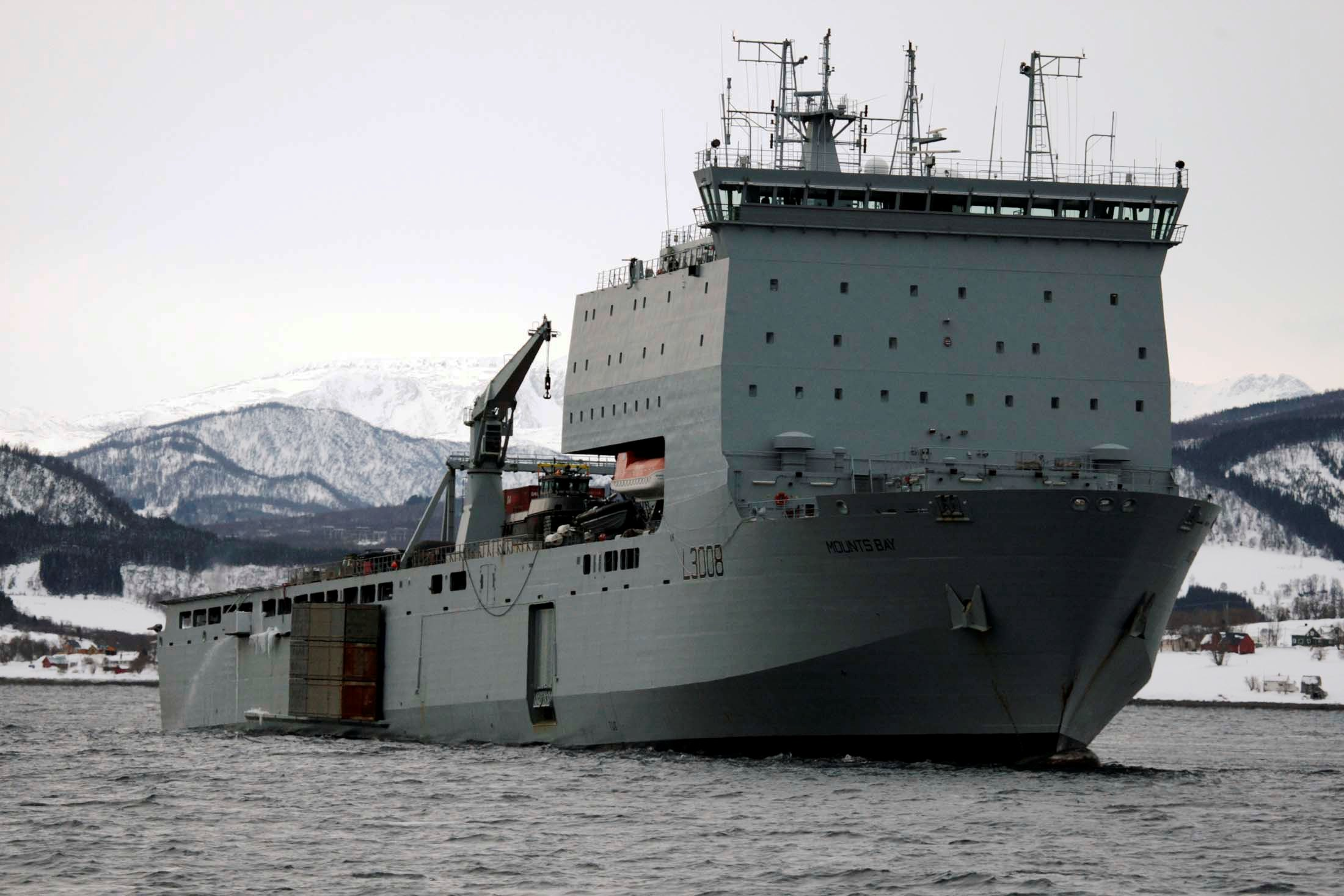
A Mounts Bay, a brit Bay dokkhajóosztály egyik egysége.

A Royal Fleet Auxiliary kisegítőflotta négy darab dokkhajót üzemeltet.
Bay osztály:
- Largs Bay (L3006)
- Lyme Bay (L3007)
- Mounts Bay (L3008)
- Cardigan Bay (L3009)

## Külső hivatkozások
- US Navy Office of Information Fact File - LSD Archiválva 2011. március 11-i dátummal a Wayback Machine-ben